# Катастрофа Boeing 707 в Калвертоне
Катастрофа Boeing 707 в Калвертоне — авиационная катастрофа, произошедшая вечером в субботу 15 августа 1959 года в районе Калвертона к северо-востоку от Нью-Йорка. Пассажирский самолёт Boeing 707-123 компании American Airlines выполнял тренировочный полёт и заходил на посадку на аэродроме Пеконик-Ривер, когда врезался в землю и полностью разрушился, при этом погибли 5 человек. Это первое происшествие в истории Boeing 707.

## Самолёт
Boeing 707-123 с заводским номером 17641 и серийным 36 был выпущен компанией Boeing 5 июня 1959 года и получил бортовой номер N7514A, после чего за 5 000 000 долларов был продан заказчику — американской авиакомпании American Airlines, где получил флотский номер 514 (четырнадцатый 707-й в авиакомпании) и имя Flagship Connecticut (рус. Флагман Коннектикут). Авиалайнер был оборудован четырьмя турбореактивными двигателями Pratt & Whitney JT3C-6, каждый из которых развивал силу тяги 13 500 фунтов (6120 кг), а его общая наработка составляла 736 часов.

## Экипаж
Экипаж самолёта в роковом полёте состоял из трёх пилотов и двух бортинженеров:
- Пилот-инструктор — 45-летний Гарри К. Джоб (англ. Harry C. Job). В American Airlines работал с 6 ноября 1939 года, 17 октября 1945 года был повышен до командира самолёта, а 1 ноября 1955 года — до проверяющего. Был квалифицирован для полётов на самолётах Convair 240, DC-6, DC-7 и Boeing 707, а его общий налёт составлял 18 000 часов. Перед получением квалификации на B-707 прошёл специальные наземные курсы, после чего налетал на данном типе 210 часов, в том числе 188 часов в должности инструктора. Всего на реактивных самолётах совершил примерно 30 тренировочных полётов.
- Пилот — 49-летний Уильям Т. Суэйн (англ. William T. Swain). В American Airlines работал с 8 сентября 1936 года, а 8 мая 1940 года был повышен до командира самолёта. Был квалифицирован для полётов на самолётах Convair 240, DC-4, DC-6 и DC-7, а его общий налёт составлял 22 498 часов. Перед получением квалификации на B-707 прошёл специальные наземные курсы, после чего налетал на данном типе как пилот 9 часов 55 минут, как наблюдатель — 14 часов 52 минуты в учебных полётах и 23 часа на обычных рейсах, а также 16 часов на симуляторе.
- Пилот — 50-летний Фред В. Джеберджэн (англ. Fred W. Jeberjahn). В American Airlines работал с 22 апреля 1939 года, 28 октября 1941 года был повышен до командира самолёта в запасе, а  28 марта 1946 года — до командира самолёта. Был квалифицирован для полётов на самолётах Convair, DC-4, DC-6 и DC-7, а его общий налёт составлял 20 175 часов. Перед получением квалификации на B-707 прошёл специальные наземные курсы, после чего налетал на данном типе как пилот 9 часов 10 минут, как наблюдатель — 29 часов 18 минут в учебных полётах и 25 часов на обычных рейсах, а также 19 часов 30 минут на симуляторе. В связи с близорукостью носил очки.
- Бортинженер-инструктор — 40-летний Артур Андерсон (англ. Arthur Anderson). В American Airlines работал с 26 февраля 1940 года сперва как ученик механика, 13 февраля 1951 года получил должность бортинженера, а 10 марта 1951 года был повышен до бортинженера-инструктора. Был квалифицирован для полётов на самолётах DC-6, DC-7 и Boeing 707; перед получением квалификации на B-707 прошёл специальные наземные курсы длительностью 152 часа. Его общий налёт составлял 5000 часов, в том числе 149 часов 50 минут на B-707 и более 164 часов как инструктор.
- Бортинженер — 36-летний Эдгар Аллен Фримен (англ. Edgar Allen Freeman). В American Airlines работал с 11 апреля 1949 года изначально в должности бортинженера. Был квалифицирован для полётов на самолётах DC-6 и DC-7, а его общий налёт составлял свыше 10 200 часов. Перед получением квалификации на B-707 прошёл два курса, после чего налетал на данном типе 7 часов 30 минут, а также ещё 19 часов 30 минут на симуляторе.

## Катастрофа
Борт N7514A Flagship Connecticut регулярно эксплуатировался на трансконтинентальном маршруте «Нью-Йорк—Лос-Анджелес», однако в тот день его использовали для двух тренировочных полётов. Первый полёт прошёл нормально, а после него в нью-йоркском аэропорту Айдлуайлд началась подготовка к следующему — AA-514. В баки залили 10 647 галлонов топлива, доведя его общий вес на борту до 84 000 фунтов (38 100 кг), а взлётный вес брутто при этом составлял 201 410 фунтов (91 360 кг). В кабине Фред Джеберджэн сидел в левом кресле (командира), Гарри Джоб — в правом (второго пилота), Уильям Суэйн — на месте третьего пилота, Эдгар Фримен — на месте бортинженера, а Артур Андерсон — на откидном сидении. Согласно поданному плану, полёт должен был выполняться по правилам визуальных полётов сперва до Файер-Айленда, а затем по воздушному коридору V-16 до аэродрома Пеконик-Ривер, который расположен близ Калвертона и использовался многими авиакомпаниями для тренировочных полётов. В 13:40 рейс 514 с пятью членами экипажа на борту вылетел из аэропорта Айдлуайлд.
Выполнив запланированные высотные манёвры, тем самым израсходовав часть топлива, в 15:11 экипаж вошёл в зону аэродрома Пеконик-Ривер и стал отрабатывать выполнение захода на посадку. В 15:17 диспетчер из авиакомпании передал, что после тренировочного полёта авиалайнер планируется отдать под рейс AA-007 «Нью-Йорк—Лос-Анджелес», на что вскоре с самолёта передали, что, вероятно, перед этим рейсом надо будет заменить шины. В Калвертонском аэропорту экипаж выполнил несколько манёвров, включая посадку с остановкой, посадку и взлёт при боковом ветре, заход с большой высоты, посадку с отказавшим двигателем и посадку без выпуска закрылков. Отработав прерванный заход на посадку с убранными закрылками, самолёт с выпущенными шасси пролетел на высоте 1000—1100 футов над полосой 23, когда экипаж доложил о заходе на повторный заход, в ответ на что диспетчер дал разрешение на посадку и передал информацию о ветре (230° 10—15 узлов (5—8 м/с)). Получение разрешения на повторный заход и информации о ветре было подтверждено, что стало последним сообщением с борта N7514A.
Далее экипаж начал имитировать отказ нескольких двигателей, для чего у обоих правых двигателей снизили мощность до малого газа, одновременно с этим повысив до максимума мощность обоих левых, чтобы сохранять скорость не ниже 160 уз (296 км/ч), при этом для снижения разворачивающего момента также выпустили на 30° закрылки, а шасси оставили в выпущенном положении. Согласно показаниям местных жителей, которые уже привыкли наблюдать тренировочные полёты реактивных самолётов, они заметили, что «Боинг» следовал на высоте ниже обычного, при этом шум его двигателей был тише. По данным бортового самописца, самолёт выполнил поворот на курс 55°, при этом скорость снизилась с 200 уз (370 км/ч) до 180 уз (333 км/ч), а высота — с 1850 футов (560 м) до 1700 футов (520 м). Продолжая правый поворот, лайнер дошёл до курса 305°, когда скорость снизилась уже до 165 уз (306 км/ч), а высота — до 1050 футов (320 м). Следуя в северном направлении с попутным ветром, лайнер вдруг стал поворачивать влево на северо-запад, когда при пересечении продолжения осевой линии полосы 23 крен возрос уже до 45°, но экипаж это быстро исправил отворотом вправо.
Однако теперь лайнер стал быстро входить в правый крен со скоростью около 40°/с, но пилоты это словно не заметили. Довольно быстро крылья заняли вертикальное положение, в результате чего подъёмная сила упала до нуля, а нос опустился на 30°. Когда машина уже находилась «вверх ногами», экипаж осознал, что положение стало критическим, поэтому оба правых двигателя перевели на взлётный режим, на который они вышли, когда «Боинг» уже повернулся примерно на 270°, однако небольшая высота не позволила исправить ситуацию. На удалении примерно 3 мили (4,8 км) к северо-востоку от аэродрома летящий по магнитному курсу 282° борт N7514A под углом траектории 26° врезался в картофельное поле, полностью разрушился и сгорел. Катастрофа произошла в 16:42, а все 5 человек на борту погибли.
Это первая потеря в истории самолёта Boeing 707. Кроме того, это первая катастрофа пассажирского реактивного самолёта во всей Америке.

## Расследование
Самолёт врезался в землю почти без крена при отрицательном тангаже 12°, выпущенных шасси и с закрылками на 30°. Площадь обломков по ширине была почти равна размаху крыла, а по длине превышала фюзеляж примерно в полтора раза, хотя отдельные небольшие части отлетели почти на 500 футов (150 м). Кабина пилотов разрушилась на мелкие обломки, которые едва можно было опознать, а от тел остались лишь отдельные фрагменты; носовое шасси и киль оторвало при ударе, но они почти не повредились. Управляющие поверхности также полностью разрушились, но по оценке следователей элероны и руль направления в момент удара находились в положении, близком к нейтральному. Пилот легкомоторного самолёта, который находился рядом с бортом N7514A перед катастрофой, заявил, что расстояние между самолётами составляло 800—1000 футов (240—310 м), а потому угрозы столкновения не было, поэтому экипаж не предпринимал никаких манёвров уклонения. Была рассмотрена вероятность отказа управления, но из-за значительного разрушения доказать или опровергнуть её не представлялось возможным. Все четыре двигателя JT3C-6 отделились при ударе, но находились в районе падения, а их экспертиза показала, что все они при ударе работали на полную мощность, причём оба правых двигателя пострадали сильнее, по сравнению с левыми. Изучение истории технического обслуживания самолёта не выявило ничего подозрительного.
Относительно левого поворота есть вероятность, что сидящий в правом кресле инструктор, заметив справа легкомоторный самолёт, предпринял манёвр уклонения, введя «Боинг» в левый крен, хотя непонятно, почему же осторожный инструктор допустил, что крен достиг 45°, прежде чем был исправлен; его коллеги в свою очередь также не смогли объяснить такое, сказав, что даже при несимметричной тяге возможно выполнить нормальный манёвр уклонения. Далее, исправляя левый крен пилоты кратковременно ввели машину в правый, который достиг 17°, после чего перевели элероны в нейтральное положение, парируя дисбаланс тяги отклонением руля направления. Однако при крене более 10 ° руль направления у Boeing 707 уже не так эффективен, что вкупе с несимметричностью тяги привело к продолжавшемуся росту правого крена.

## Причина
Вероятной причиной катастрофы была названа ошибка экипажа, который не сумел распознать и исправить чрезмерное рыскание самолёта, что в итоге привело к выходу последнего из-под контроля, а имеющегося запаса высоты оказалось недостаточно для исправления ситуации.

## Последствия
После данного происшествия Федеральное управление гражданской авиации США запретило в тренировочных полётах отрабатывать заход на посадку при отказе половины двигателей, отметив, что данную ситуацию можно смоделировать и на большей высоте. Кроме того, была доработана конструкция управляющих поверхностей, особенно руля направления.
Следователи также отметили, что хотя по действующим правилам бортовые самописцы на авиалайнерах должны были быть включены только при выполнении обычных пассажирских рейсов, а в тренировочных полётах отключаться (чтобы не расходовалась фольга, на которую записываются данные полёта), в данном случае самописец отключить забыли, что очень помогло при расследовании (в отличие от катастрофы под Арлингтоном, где самописец был отключен). В результате 12 января 1960 года Совет по гражданской авиации направил в Федеральное управление гражданской авиации рекомендацию, чтобы все новые гражданские самолёты и уже эксплуатируемые реактивные были оборудованы бортовыми самописцами, при это самописцы должны были работать во время всех полётов, включая тренировочные и испытательные.

### Комментарии
1. ↑  Здесь и далее по умолчанию указано летнее североамериканское восточное время (EDT)